# Oulad Zbair
Oulad Zbair  (in arabo أولاد ازباير‎?) è un centro abitato e comune rurale del Marocco situato nella provincia di Taza, regione di Fès-Meknès. Conta una popolazione di 17 747 abitanti (censimento 2014).